# ألفارو كولوم
ألفارو كولوم (بالإسبانية: Álvaro Colom) (15 يونيو 1951) سياسي غواتيمالي وكان رئيس غواتيمالا من عام 2008 إلى عام 2012، وكذلك زعيم الوحدة الوطنية الديمقراطية الاجتماعية في الأمل (UNE).

## روابط خارجية
- ألفارو كولوم على موقع مونزينجر (الألمانية)
- ألفارو كولوم على موقع إن إن دي بي (الإنجليزية)